# Aga Chan I
Aga Chan I (pers. آغا خان اوّل), także Aga Khan I, właściwie Hasan Ali Szah (ur. 1804 we wsi Kahak w pobliżu Mahallat w dzis. Iranie - zm. w kwietniu 1881 w Bombaju) – 46. imam Aga Chanów, pierwszy imam posiadający tytuł Agi Chana.

## Życiorys
Był synem 45. imama Szaha Chalil Allaha i jego żony Bibi Sarkary. Po zamordowaniu jego ojca w roku 1817 jego matka udała się z prośbą o sprawiedliwość do ówczesnego szacha Iranu Fath Ali Szaha. Ten nie tylko ukarał zabójców, ale ożenił Hasan Ali Szaha z własną córką, oraz nadał mu tytuł "Aga Chan" i ziemię. W 1835 szach Mohammad Szah nadał mu stanowisko gubernatora pogrążonej w anarchii prowincji Kerman. Kiedy jednak Aga Chanowi udało się w niej zaprowadzić porządek, został pozbawiony swojego stanowiska, co sprowokowało jego bunt. W 1841 uciekł on wraz ze swoimi zwolennikami do Afganistanu, a następnie do Indii, gdzie blisko współpracował z Brytyjczykami, zarówno politycznie, jak i militarnie. W Indiach Aga Chan skoncentrował się na wzmocnieniu swojej kontroli nad miejscowymi nizarytami, to jest Chodżami. Jego następcą w imamacie został jego syn.